# Jamal al-Din Muhammad
Jamāl al-Dīn Muḥammad ibn Būrī (in arabo جمال ﺍﻟﺪﻳﻦ ﻣﺤﻤﺪ ﺑﻦ ﺑﻮﺭﻱ‎?; fl. XII secolo) fu Atābeg buride di Damasco dal 1139 al 1140, spesso definito dagli storici musulmani come suo Emiro.
Era figlio di Tāj al-Mulūk Būrī e nipote di Toghtigin, Atābeg selgiuchide di Damasco.

## Biografia
Nella notte del 22 giugno 1139, l’Atābeg di Damasco Shihāb al-Dīn Maḥmūd fu assassinato da tre dei suoi paggi. Il ministro Mu'in al-Din Unur prese allora decisamente nelle sue mani la situazione, fece crocifiggere gli assassini (che appartenevano all'Ordine segreto degli Assassini ismailiti) e fece venire a Damasco il principe Jamāl al-Dīn Muḥammad, fratellastro del defunto Atābeg ed Emiro di Baalbek perché assumesse la funzione di nuovo Signore della città siriana. 
Nel frattempo, la volitiva madre di Shihāb al-Dīn Maḥmūd, che aveva sposato Zengi, chiamò suo marito a prendere l'iniziativa d'impadronirsi della città, ed egli accolse volentieri quell'invito, ma il comandante delle forze damascene, Muʿīn al-Dīn Unur, organizzò un'efficace difesa, tanto che l'Atābeg di Aleppo fu costretto a ripiegare sull'assedio di Baalbek il 20 agosto 1139, La cittadina - che occupava un posto strategicamente rilevante, collocata com'era sul tragitto che conduceva attraverso la Beqa' ad Aleppo, cadde (ma la sua cittadella poté resistere fino al 21 ottobre). 
Zengī, furibondo, ordinò che i soldati catturati fossero crocifissi, malgrado i suoi giuramenti di non attuare alcuna misura contro gli occupanti della cittadina, nella speranza di minare in quel modo il morale dei Damasceni, che invece furono ancor più decisi a sostenere i loro comandanti politici e militari, mentre la nomea di Zengī ne usciva notevolmente danneggiata tra i Siriani.
Zengī cambiò allora tattica e propose al giovane Emiro entrato in carica di scambiare Damasco con un feudo minore e una cifra in danaro ma Muʿīn al-Dīn Unur s'incaricò di declinare l'offerta, che era a tutto vantaggio di Zengī. Questi si accampò allora vicino Damasco il 6 dicembre 1139 e, dopo un piccolo successo conseguito contro le truppe damascene, propose ancora il 21 dicembre lo scambio di Damasco con Homs o Baalbek: proposta che l'Emiro era orientato ad accettare ma che Unur fece in modo venisse ancora una volta respinta, ricordando la slealtà, anche recente, di Zengī.
Jamāl al-Dīn Muḥammad morì improvvisamente il 29 marzo 1140 e suo figlio Mujir ad-Din Abaq (Uvaq), ancora piccolo, gli succedette col sostegno del comandante delle forze damascene, Muʿīn al-Dīn Unur, che assunse il ruolo di Reggente. 
Zengī assediò ancora Damasco, ma Unur si appellò a Re Folco di Gerusalemme e Zengī tolse l'assedio il 4 maggio, preferendo ritirarsi anziché combattere contro due nemici.